# Động đất Chiba 1987
Động đất Chiba 1987 (千葉県東方沖地震) là trận động đất xảy ra vào lúc 11:08 (JST), ngày 17 tháng 12 năm 1987. Trận động đất có cường độ 6,7 Mw, tâm chấn độ sâu khoảng 62,9 km. Hậu quả trận động đất đã làm hai người chết, 144 người bị thương.